# Composizioni di Alberto Ginastera

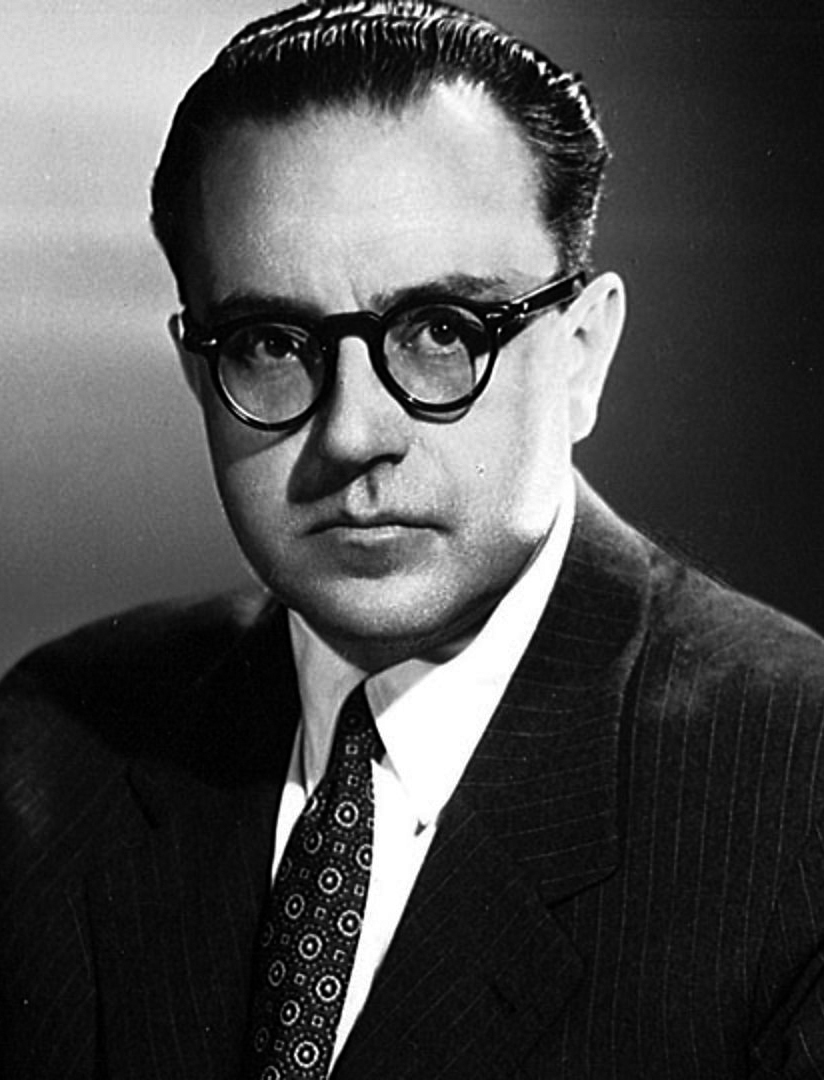
Ginastera a fine Novecento.

Lista delle composizioni di Alberto Ginastera (1916-1983), ordinate per genere.

## Composizioni
Gli eventuali nomi fra parentesi indicano il paroliere o librettista.

### Balletto
- Panambí op. 1 - 1934-1936 (1940 al Teatro Colón di Buenos Aires diretta da Juan José Castro)
- Estancia op. 8 - 1941 (1952 al Teatro Colón di Buenos Aires diretta da Karl Böhm)

### Opera lirica
- Don Rodrigo op. 31 (Alejandro Casona) - 1963-1964 (1964 al Teatro Colón di Buenos Aires diretta da Bruno Bartoletti con Carlo Cossutta)
- Bomarzo op. 34 (Manuel Mujica Láinez) - 1966-1967
- Beatrix Cenci op.38 (William Shand)- 1971

### Orchestra
- Suite dal balletto "Panambí" op. 1a
- Danze di "Estancia" op. 8a

1. Los trabajadores agricolas
2. Danza del trigo
3. Los peones de hacienda
4. Danza final (malambo)
- Ouverture per il "Faust" creolo op. 9 - 1943
- Ollantay op. 17 - 1947 (1949 al Teatro Colón di Buenos Aires)
- Variazioni concertanti per orchestra da camera op. 23 (1953)
- Pampeana n° 3 op. 24 - 1954
- Iubilum op. 51 - 1980 al Teatro Colón di Buenos Aires
- Estudios Sinfónicos op. 35 - 1967
- Popul Vuh op. 44 - 1975

### Orchestra e solista
- Concerto per violoncello n° 1 op. 36 - 1968
- Concerto per violoncello n° 2 op. 50 - 1981 al Teatro Colón di Buenos Aires)
- Concerto per árpa op. 25 - 1956
- Concerto per pianoforte n° 1 op. 28 - 1961

1. Cadenza e varianti
2. Scherzo allucinante
3. Adagissimo
4. Toccata concertata
- Concerto per pianoforte n° 2 op. 39 - 1972

1. 32 variazioni sopra un accordo di Beethoven
2. Scherzo per la mano sinistra
3. Quasi una fantasia
4. Cadenza
5. Finale prestissimo
- Concerto per violino op. 30 - 1963

### Pianoforte
- Danzas Argentinas op. 2 - 1937

1. Danza del viejo boyero
2. Danza de la moza donosa
3. Danza del gaucho matrero
- Tres piezas op. 6 - 1940

1. Cuyana
2. Norteña
3. Criolla
- Malambo op. 7 - 1940
- Doce Preludios Americanos op. 12 - 1944

1. Para los acentos
2. Triste
3. Danza criolla
4. Vidala
5. En el primer modo pentáfono menor
6. Homenaje a Roberto García Morillo
7. Para las octavas
8. Homenaje a Juan José Castro
9. Homenaje a Aaron Copland
10. Pastoral
11. Homenaje a Heitor Villa-Lobos
12. En el primer modo pentáfono mayor
- Sonata N° 1 op. 22 - 1952

1. Allegro marcato
2. Presto misterioso
3. Adagio molto appassionato
4. Ruvido ed ostinato
- Sonata N° 2 op. 53 - 1981

1. Alegramente
2. Adagio sereno - Scorrevole - Ripresa dell'adagio
3. Ostinatio aymará
- Sonata N° 3 op. 55 - 1982

Impetuosamente
- Suite de danzas criollas op. 15 - 1946

1. Adagietto pianissimo
2. Allegro rustico
3. Allegreto cantabile
4. Calmo e poetico
5. Scherzando - Coda: Presto ed energico
- Milonga (trascrizione di "Canción al árbol del olvido")
- Pequeña Danza (trascrizione del balletto Estancia)
- Rondo sobre temas infantiles argentinos op. 19 - 1947
- Danzas argentinas para los niños

1. Moderato: para Alex
2. Paisaje: para Georgina
- Piezas infantiles I

1. Preludio
2. Osito bailando
3. Arrullo
4. Soldaditos
- Piezas infantiles II

1. Anton Pirulero
2. Arrorro
3. Chacarerita
4. Arroz con leche
- Toccata (adattamento della "Toccata per organo" di Domenico Zipoli)

### Organo
- Toccata, Villancico y Fuga op. 18 - 1947
- Variazioni e Toccata sopra "Aurora lucis rutilat" op. 52 - 1980

Variación 1: Maestoso
Variación 2: Tempo giusto
Variación 3: Impetuoso, l'istesso tempo
Variación 4: Vivacissimo
Variación 5: L'istesso tempo
Variación 6: L'istesso tempo
Variación 7: Sereno
Variación 8: Estatico
Variación 9: Quasi allegretto
Variación 10: Pastorale
Variación 11: Andantino poetico
Variación 12: Lento
Toccata - Finale: Tema

### Canto e Pianoforte
- Dos canciones op. 3 (Fernán Silva Valdés) - 1938

1. Canción al árbol del olvido
2. Canción a la luna lunanca
- Cinco canciones populares argentinas op. 10 - 1943

1. Chacarera
2. Triste
3. Zamba
4. Arroró
5. Gato
- Las horas de una estancia op. 11 (Silvina Ocampo) - 1943

1. El alba
2. La mañana
3. El mediodía
4. La tarde
5. La noche

### Musica da camera
- Pampeana n° 1 per violino e pianoforte op. 16 - 1947
- Pampeana n° 2 per violoncello e pianoforte op. 21 - 1950

### Coro misto a cappella
- Lamentaciones del profeta Jeremias "Hieremiae Prophetae Lamentationes" op. 14 - 1946 (1947 diretta da Fritz Busch al Teatro Colón di Buenos Aires)

### Altri ensemble
- Cantos del Tucumán (Jimena Sánchez) op. 4 - 1938 (voce, flauto, violino, arpa e due cajas indígene)
- Salmo CL op. 5 - 1938 (coro misto, coro di voci bianche, orchestra del 1945 al Teatro Colón di Buenos Aires diretto da Albert Wolff)
- Ollantay op. 17 (versione per banda)
- Cantata para América mágica op. 27 - 1960 (soprano e orchestra di percussioni)
- Sinfonía "Don Rodrigo" op. 31a
- Cantata "Bomarzo" op. 32 - 1964 (narratore, tenore o baritono e orchestra da camera)
- Cantata "Milena" op. 37 - 1971 (soprano e orchestra)
- Quartetto d'archi N° 3 (con soprano) op. 40 - 1973
- Puneña N° 1 op. 41 - 1973 (flauto)
- Serenata op. 42 - 1974 (barítono, violoncello ensemble da camera)
- Turbae op. 43 - 1975 (solisti, coro e orchestra)
- Iubilum op. 51a (fanfara per quattro trombe)

### Opere non catalogate
- Impresiones de la Puna - (flauto e archi)
- "Amiro canta" - canzone
- Sonatina per arpa
- Canciones infantiles per pianoforte
- La Cenicienta - due pianoforti
- "La moza de los ojos negros" - Soprano e pianoforte
- Concierto argentino per pianoforte e orchestra (materiale in possesso della vedova del compositore; attualmente solo Dora De Marinis è autorizzata ad interpretarlo; se ne sono realizzate solo due esecuzioni: nel 1941, Montevideo, Solista: Hugo Balzo e nel 1942, Buenos Aires, orchestra del A.P.O., direttore Lamberto Baldi, solista Raúl Spivak.)

1. Allegretto cantable
2. Adagietto poético
3. Allegro rústico
- Canciones y danzas argentinas per violino e pianoforte
- Sinfonía porteña
- Sinfonía elegíaca